# Хмелівка (Тернопільський район)
Хмелі́вка — село в Україні, у Микулинецькій селищній громаді Тернопільського району Тернопільської області. Розташована на 20 км на захід від Теребовлі. Адміністративний центр колишньої Хмелівської сільської ради, якій було підпорядковано села Нова та Стара Брикулі. (до 2020 року).  Від кінця XVII ст. до 1815 та від 1921 до 1947 року називалося Винявка (пол. Wieniawka).
Населення — 570 осіб (2007).

## Походження назви

### Хмелівка
Село під назвою Хмелівка згадується у 1646 році, коли воно, за переказами, було засноване, хоча дехто офіційною датою заснування вважає 1581 рік. Назване на честь Богдана Хмельницького.

### Винявка
Згідно з переказами, дана назва походить від прізвища польського шляхтича Винявського, якому у свій час король подарував це село.

## Історія
Перша писемна згадка — 1581 року.
У 1628 році Станіслав Лянцкоронський (майбутній коронний гетьман) разом з дружиною Александрою з Сененських отримав дозвіл щодо набуття села від Каліновських гербу Калинова.
21 липня 1809 поблизу Хмелівки відбулася битва австрійського корпусу під командуванням генерала Бікінга з польськими повстанцями на чолі з підполковником Пйотром Стшижевським. У результаті битви австрійці капітулювали. У 1815 році австрійська влада, бажаючи забути факт поразки, змінила назву села з Винявки на Хмелівку.
Починаючи з 1890 року чисельність українського населення в Хмелівці постійно зростала, і це пояснювалося тим, що на початку XX століття дідичами села були ревні греко-католики, тобто українці.
Перед Першою світовою війною у Хмелівці була заснована двокласова школа з українською мовою навчання, де викладали такі вчителі як Вільчинський, Новаківська Марія, Грицик Володимир та інші. У період 1928—1939 рр. у школі навчалося 95 % учнів української національності. З 1924 року в селі було засновано читальню товариства «Просвіта», гурток «Рідна школа» (головою гуртка був Нестор Гнатків), «Сільський господар». 
Провід «Просвіти» постачав в село часописи «Громадський голос», «Новий час», тижневик «Народна справа». В селі діяло товариство «Січ», а пізніше «Луг». Діяли церковний та світський хори, якими керував Курилів Степан. Вихідці із села, які стали студентами, поповнювали українські прогресивні товариства «Пласт», «Смолоскип», «Рідна школа», Союз українок, «Просвіта».
1 серпня 1934 року внаслідок адміністративної реформи село включено до новоствореної у Теребовлянському повіті об'єднаної сільської гміни Дарахів.
Після розвалу польської влади в 1939 році Хмелівку окупували радянські війська.
12 червня 2020 року, відповідно до розпорядження Кабінету Міністрів України № 724-р «Про визначення адміністративних центрів та затвердження територій територіальних громад Тернопільської області» увійшло до складу  Микулинецької селищної громади.
19 липня 2020 року, в результаті адміністративно-територіальної реформи та ліквідації Теребовлянського району, село увійшло до складу Тернопільського району.

## Населення

### Мова
Розподіл населення за рідною мовою за даними перепису 2001 року:
| Мова       | Кількість | Відсоток |
| ---------- | --------- | -------- |
| українська | 584       | 99.66%   |
| російська  | 1         | 0.17%    |
| білоруська | 1         | 0.17%    |
| Усього     | 586       | 100%     |

## Мікротопоніми
Назви піль: Вікнина Велика/Мала, Королева Долина, Раковець.

## Поширені прізвища
Павлік, Бегір, Беренда, Бурмас, Валега, Гасій, Гец, Джугла, Зрадовський, Калавур, Крецула, Носко, Осадець,Слободян, Стець, Уруський, Хабурський, Хамуляк.

## Пам'ятки
- церква Покрови Пресвятої Богородиці (1939, кам'яна, реставрована 2001, ПЦУ)
- церква Покрова Пресвятої Богородиці (перебудована 1989, мур., УГКЦ),
- дім молитви ХВЄ (2000).

Відновлено пам'ятний хрест на честь скасування панщини (1991), насипано символічну могилу Борцям за волю України (1996).

## Соціальна сфера
Працюють ЗОШ 1-2 ступ., Будинок культури, бібліотека, ФАП, відділення зв'язку, торговельний заклад.

## Відомі люди
- народилася Єрменчук-Гручман Ганна Михайлівна (нар. 1969) — художниця декоративного розпису;
- проживав геолог, географ, педагог І. Олексишин,
- працювала Герой соціалістичної праці З. Святецька.
- Водовоз Роман Іванович (1990—2022) — старший солдат 24 ОМБр Збройних сил України, учасник російсько-української війни.

## Галерея

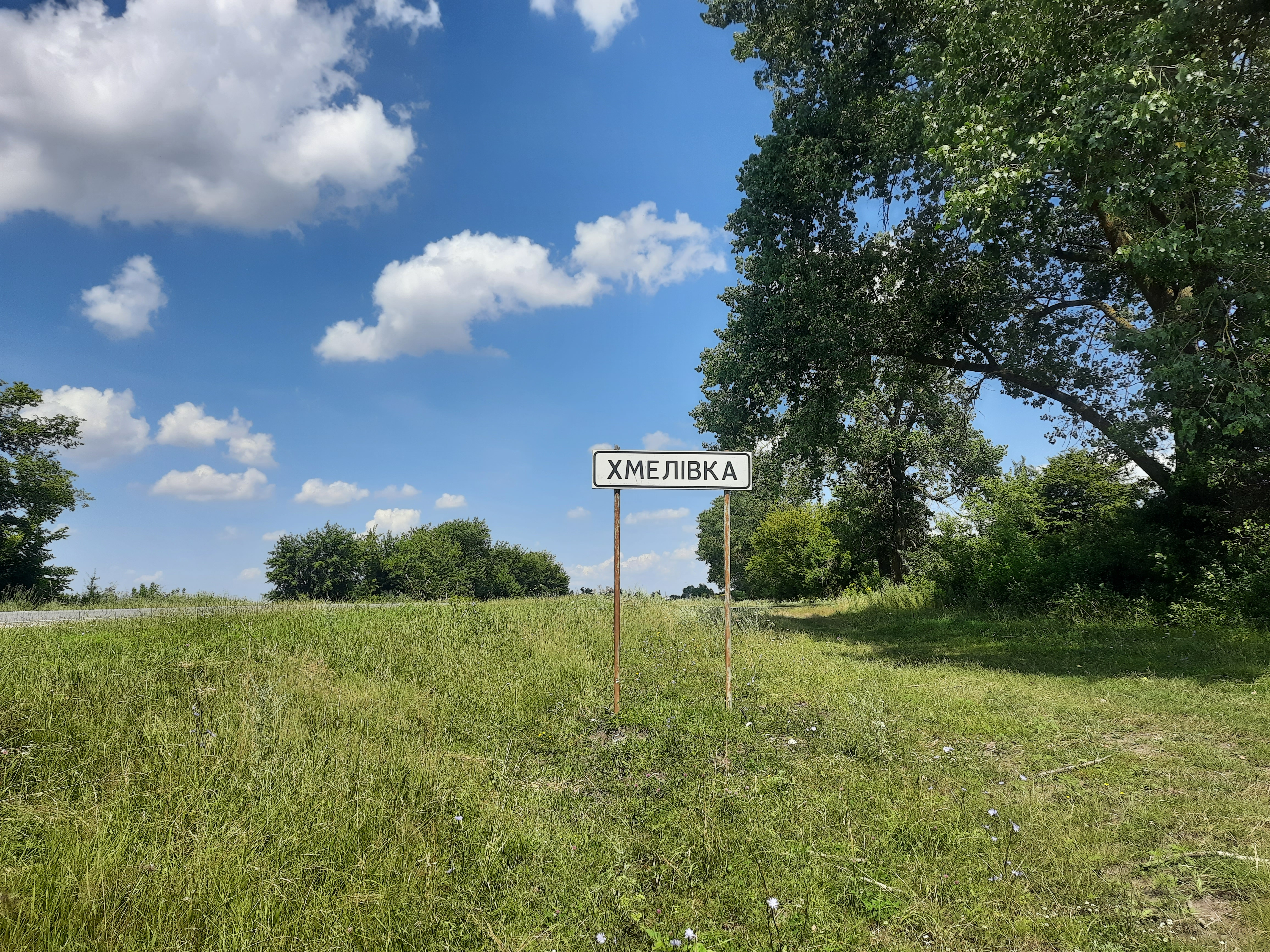
Дорожній знак при в'їзді в село
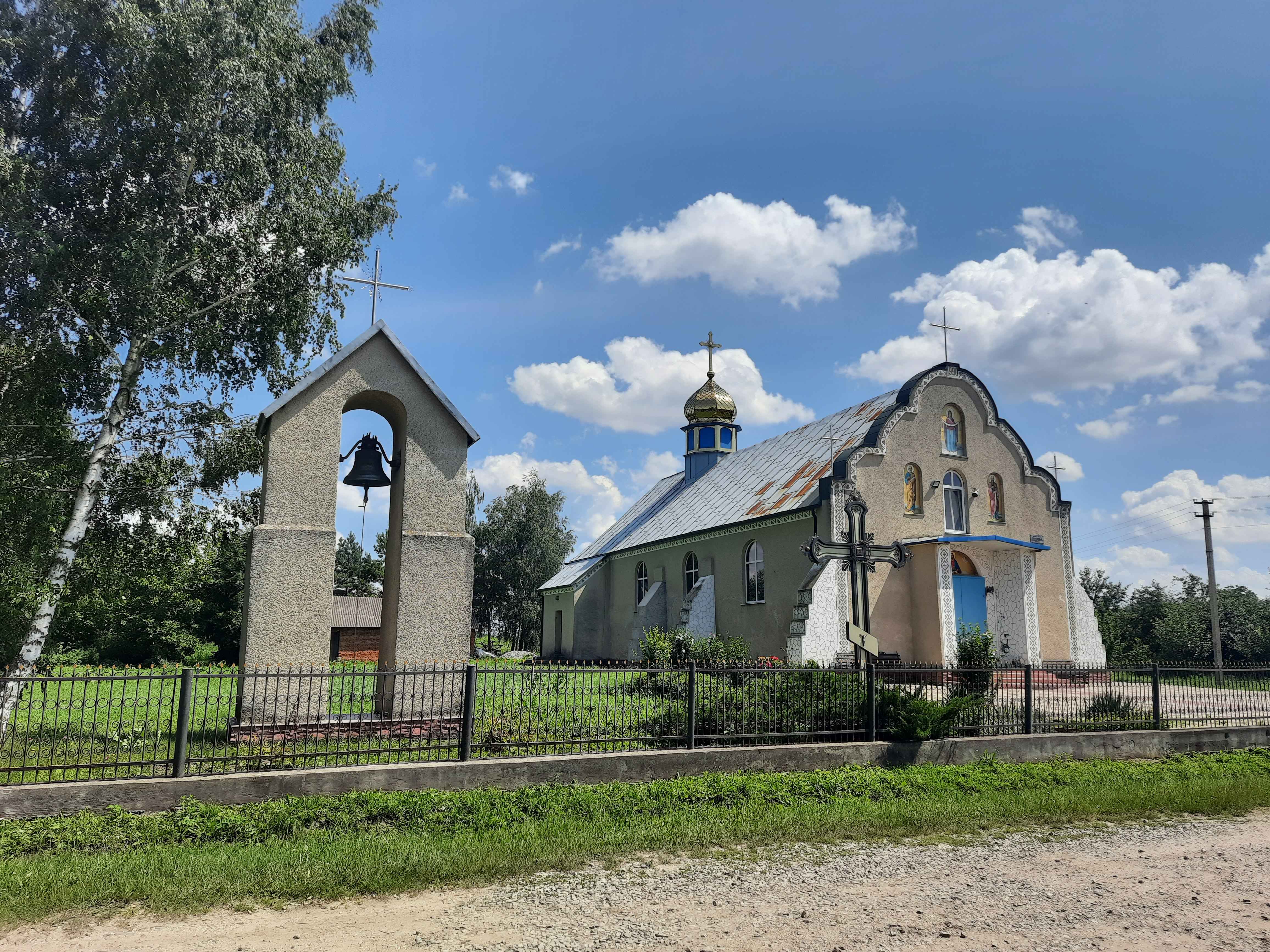
Церква Покрови Пресвятої Богородиці ПЦУ
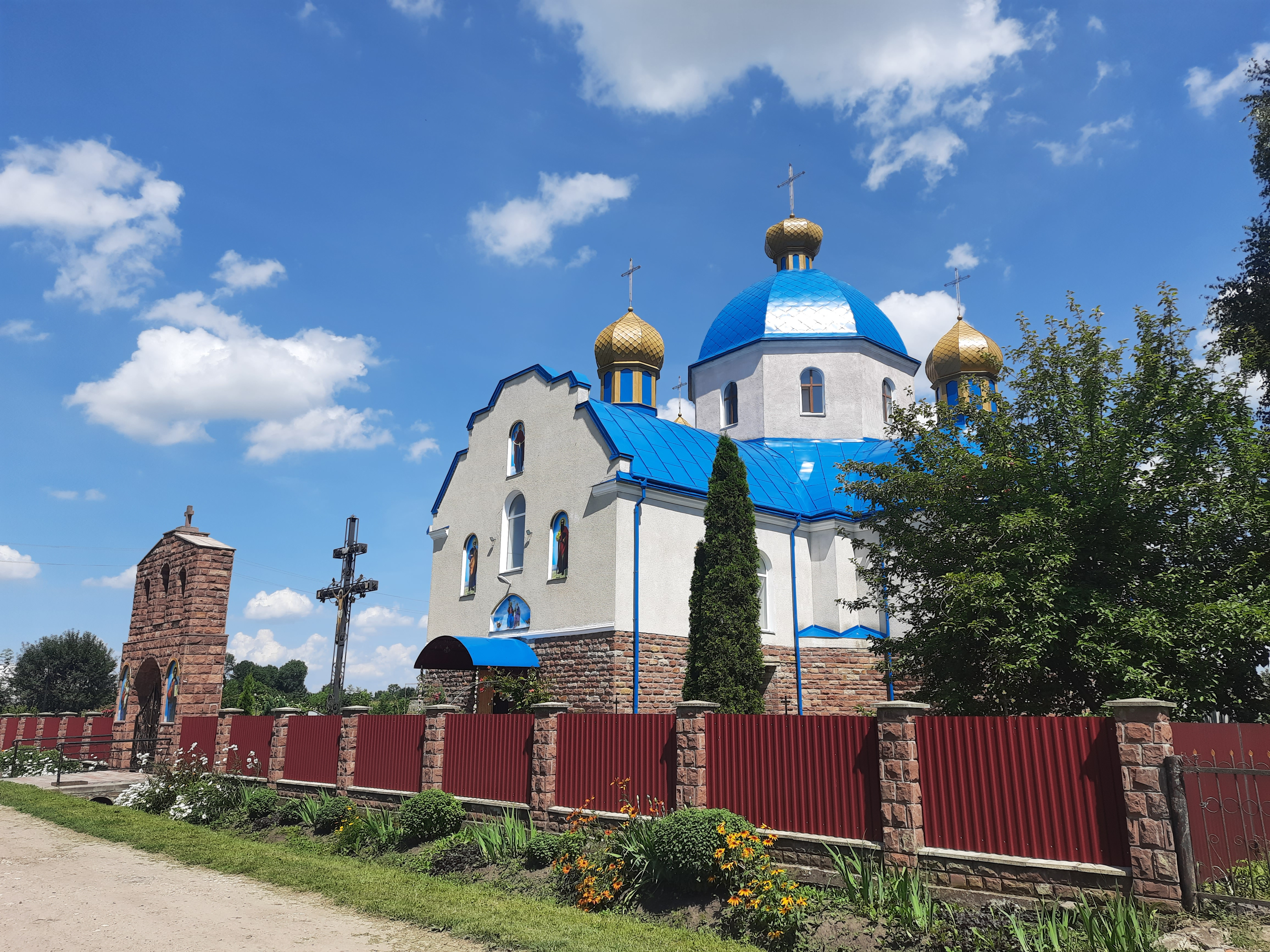
Церква Покрови Пресвятої Богородиці УГКЦ
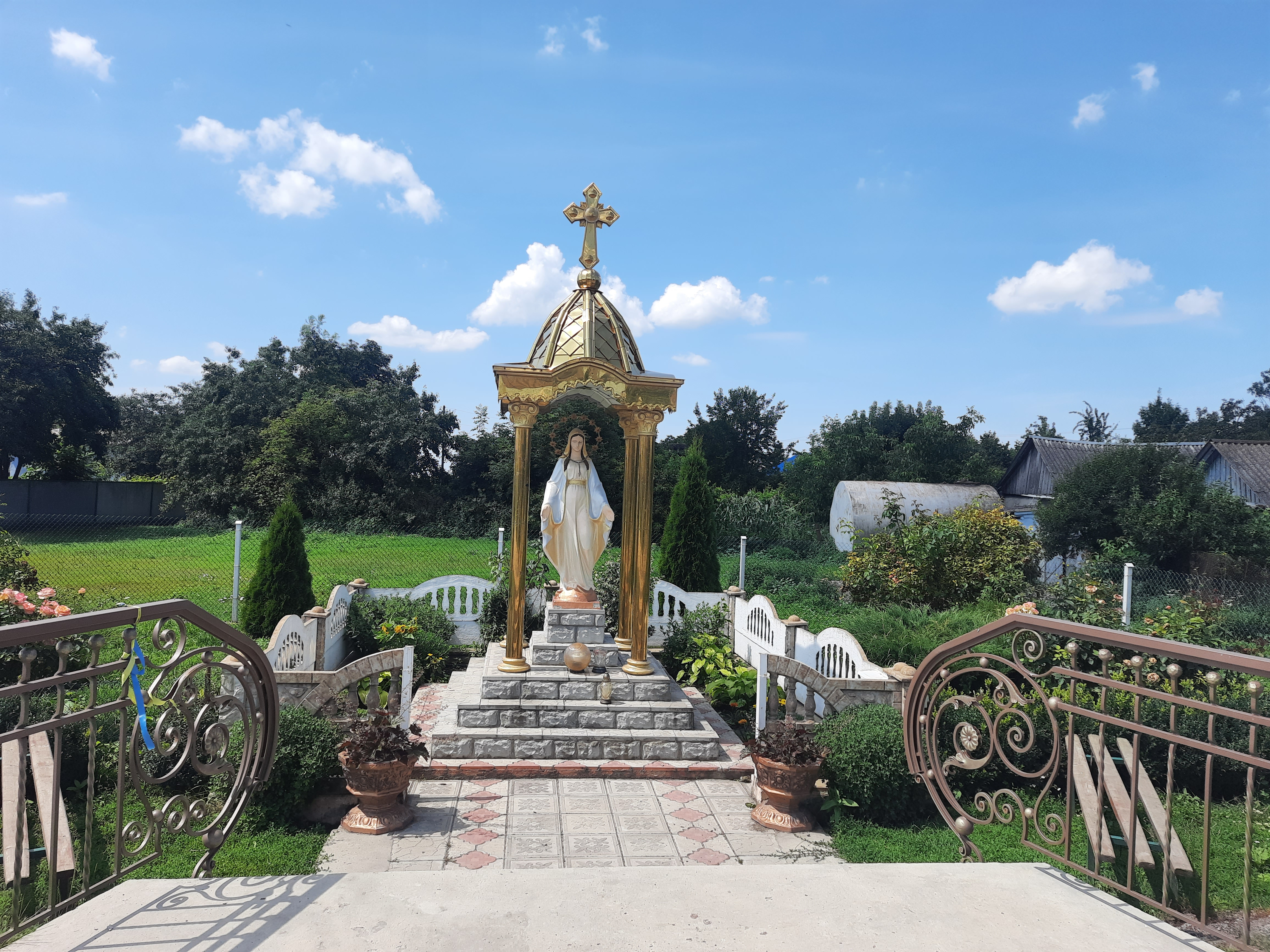
Статуя Божої Матері
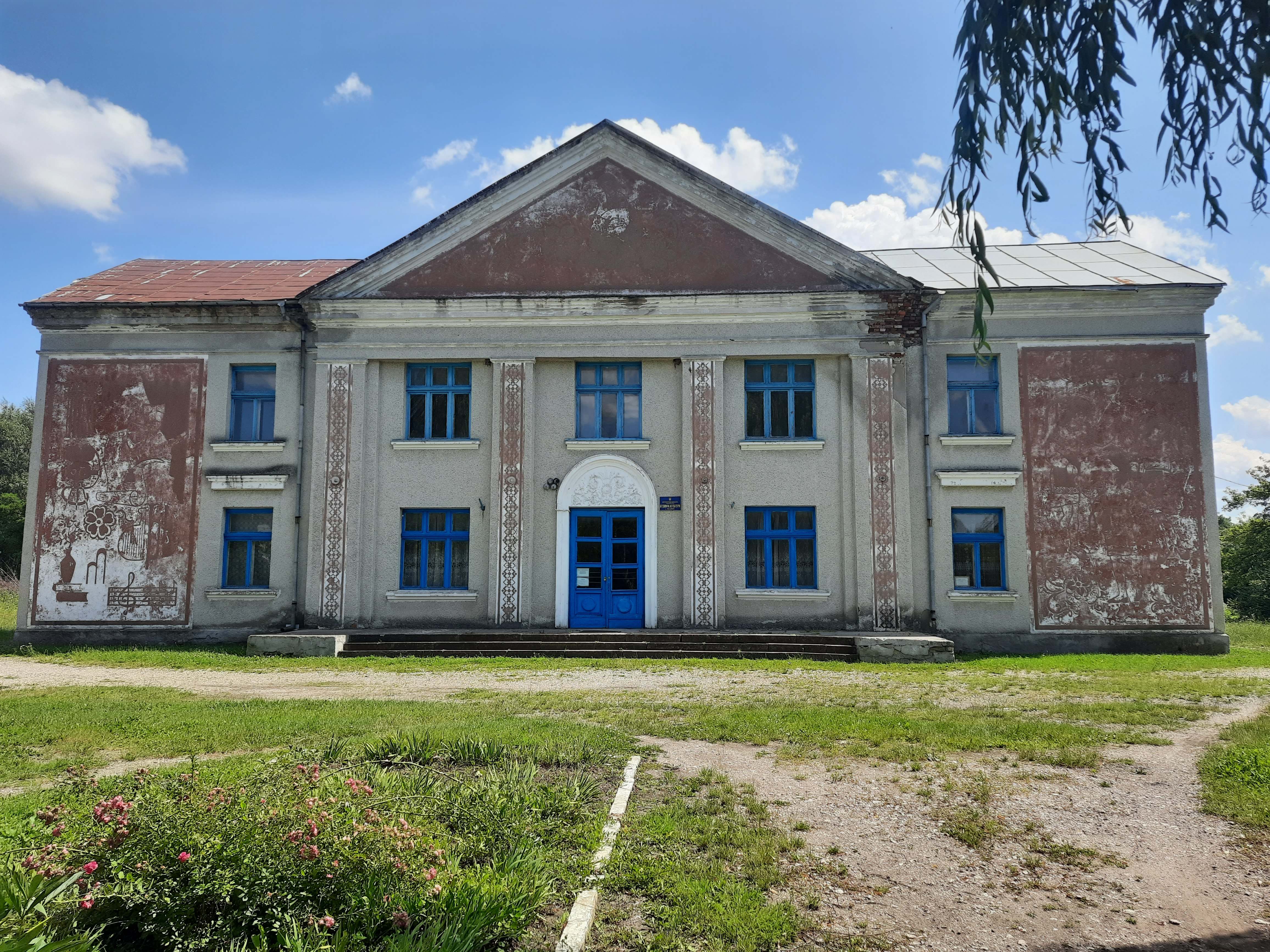
Будинок культури
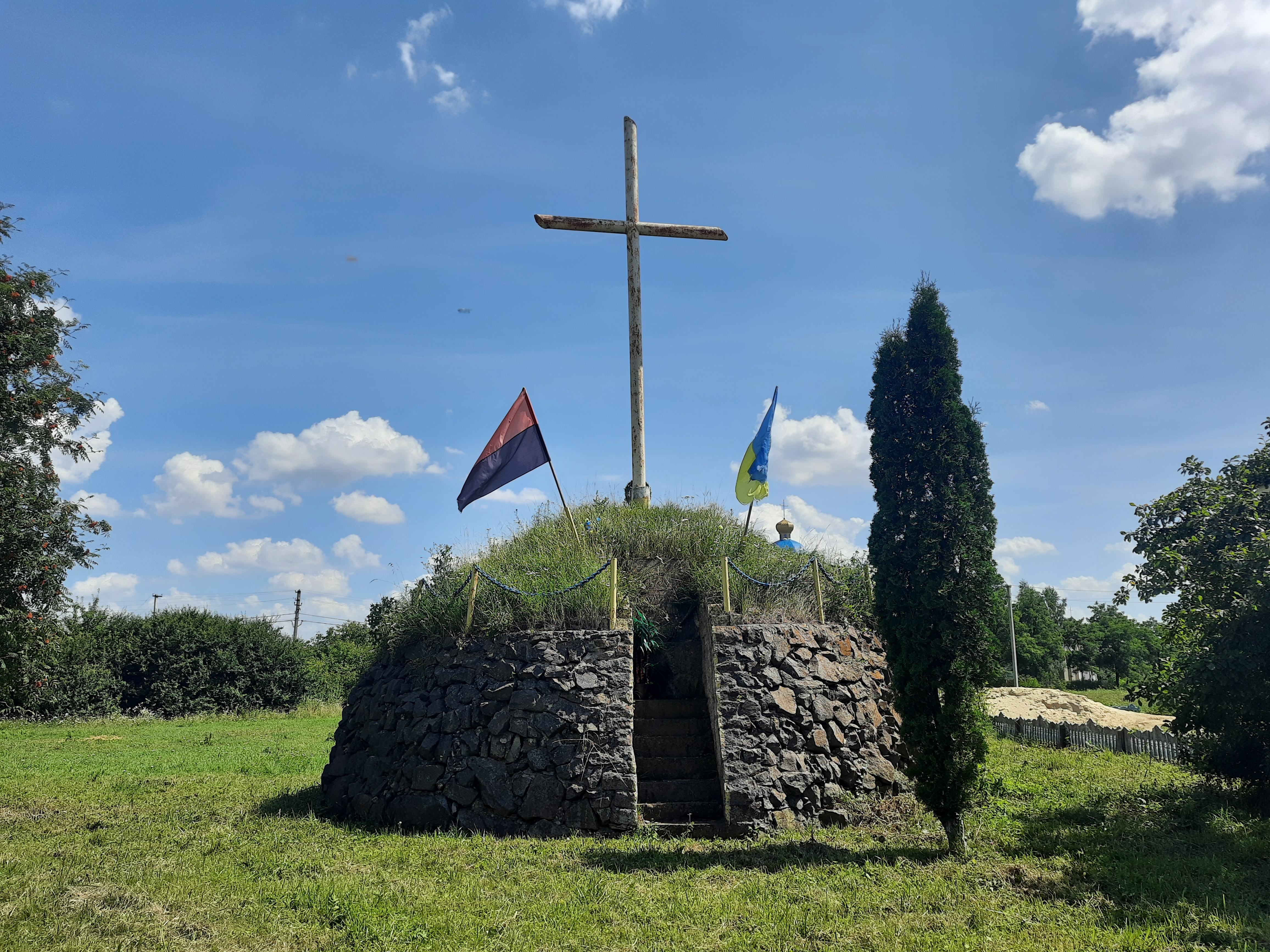
Символічна могила Борцям за волю України
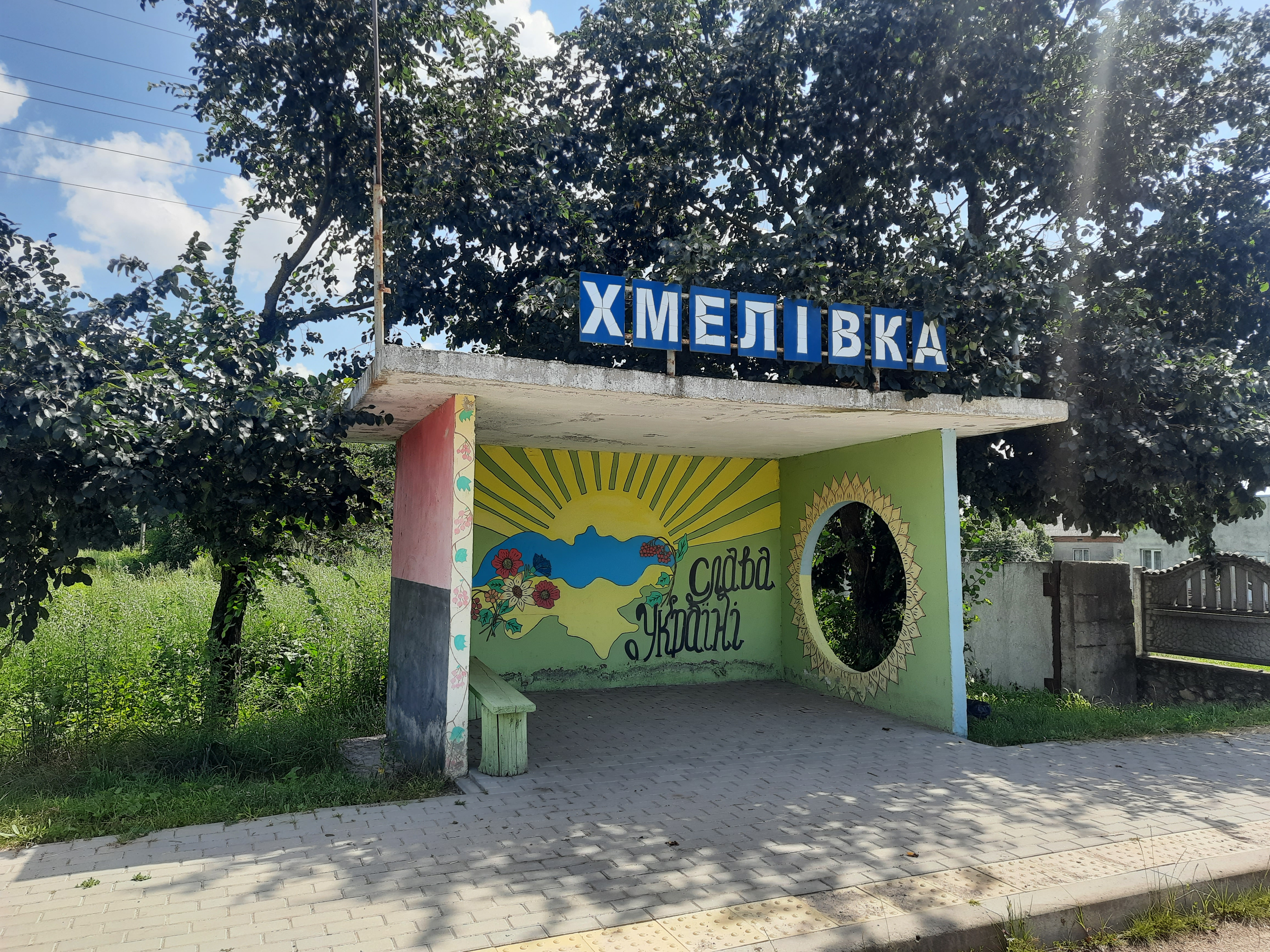
Автобусна зупинка